# Камышинский, Николай Акимович
Николай Акимович Камышинский (род. 2 января 1950, Носовка, Омская область) — советский и российский государственный и политический деятель. Депутат Государственной думы второго созыва

## Биография
Родился 2 января 1950 года в селе Носовка Называевского района Омской области в семье рабочих. Русский.
В 1970—1971 годах, после службы в Советской Армии, начал трудовую деятельность учителем физической культуры в средней школе № 2 г. Называевска. В 1976 году окончил Новосибирский институт инженеров железнодорожного транспорта, после чего работал главным механиком строительно-монтажного поезда № 400 треста «Дальтрансстрой» в посёлке Уктур Комсомольского района Хабаровского края.
Член КПСС с 1970 года; с 1979 года — на партийной работе. В 1979—1981 годах работал инструктором, в 1981—1987 годах — заведующим промышленно-транспортным отделом Комсомольского райкома КПСС.
С 1987 по 1991 г. — председатель Комсомольского райисполкома. В 1991 году назначен первым главой администрации Комсомольского района, после чего приостановил членство в КПСС в связи с невозможностью совмещать его с руководящей работой в исполнительных органах власти.
Неоднократно избирался депутатом Комсомольского районного и Хабаровского краевого Советов народных депутатов. В 1994 году был избран депутатом Хабаровской краевой Думы I созыва.
На выборах в Государственную думу Федерального собрания Российской Федерации II созыва Н. А. Камышинский был выдвинут кандидатом от Коммунистической партии Российской Федерации по Комсомольскому-на-Амуре одномандатному избирательному округу № 56. По итогам выборов одержал победу, набрав 21,59 % голосов при явке 64,27 % зарегистрированных избирателей. Его основными соперниками были генеральный директор Комсомольского нефтеперерабатывающего завода В. В. Пономарёв, набравший 13,71 % голосов, а также действующий депутат Госдумы В. И. Барышев, получивший 13,08 % голосов. Всего в округе баллотировалось 16 кандидатов. В Государственной думе первоначально входил в депутатскую группу «Народовластие», с 16 января 1996 года — во фракцию КПРФ, с 4 февраля 1997 года — вновь в депутатскую группу «Народовластие». Был членом Комитета Госдумы по бюджету, налогам, банкам и финансам.
На выборах в Государственную думу Федерального собрания Российской Федерации III созыва вновь был выдвинут кандидатом по Комсомольскому округу. Выборы проиграл техническому директору и главному инженеру КнААПО В. И. Шпорту, получившему 46,24 % голосов избирателей против 34,97 % у Камышинского. Третье место в округе с результатом 5,85 % занял бывший председатель Верховного совета России Руслан Хасбулатов.
В 2000 году подал иск о защите чести, достоинства и деловой репутации против губернатора Хабаровского края В. И. Ишаева. Накануне думских выборов 1999 года Ишаев, во время посещения одного из предприятий посёлка Солнечный, нелестно отозвался о работе депутатов Госдумы от края; конкретных имён глава края не назвал, однако Камышинский воспринял его высказывание на свой счёт. В удовлетворении иска судом было отказано.
После поражения на выборах был приглашён на работу в Администрацию президента России. По состоянию на 2006 год руководил одним из отделов Управления делами Государственной думы.
Женат. Имеет двоих взрослых детей.

## Награды
- 1995 — почётный знак Российской ветеранской организации[2].